# Psathyrella

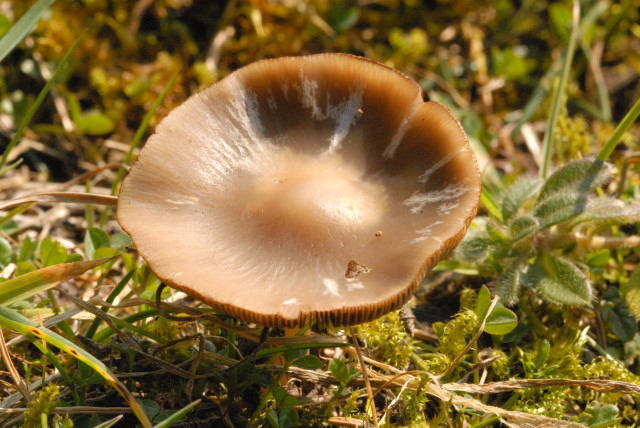
Kruchaweczka wąskoblaszkowa

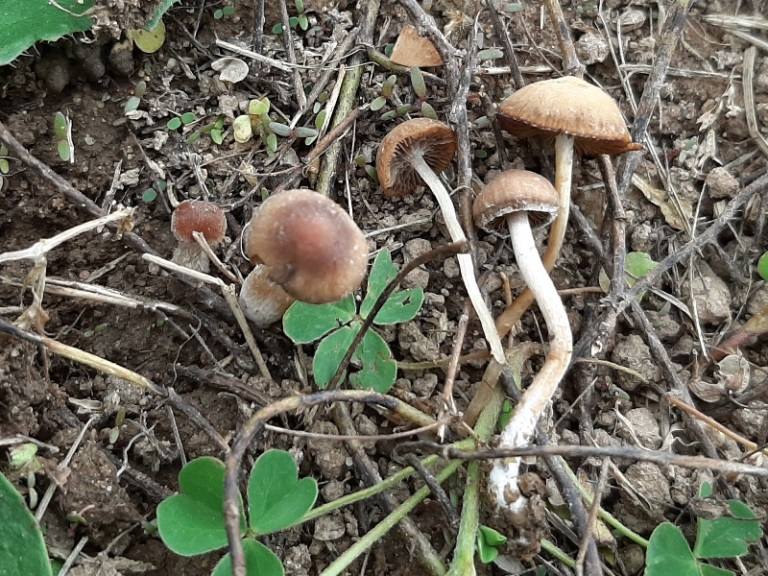
Kruchaweczka kołpaczkowata

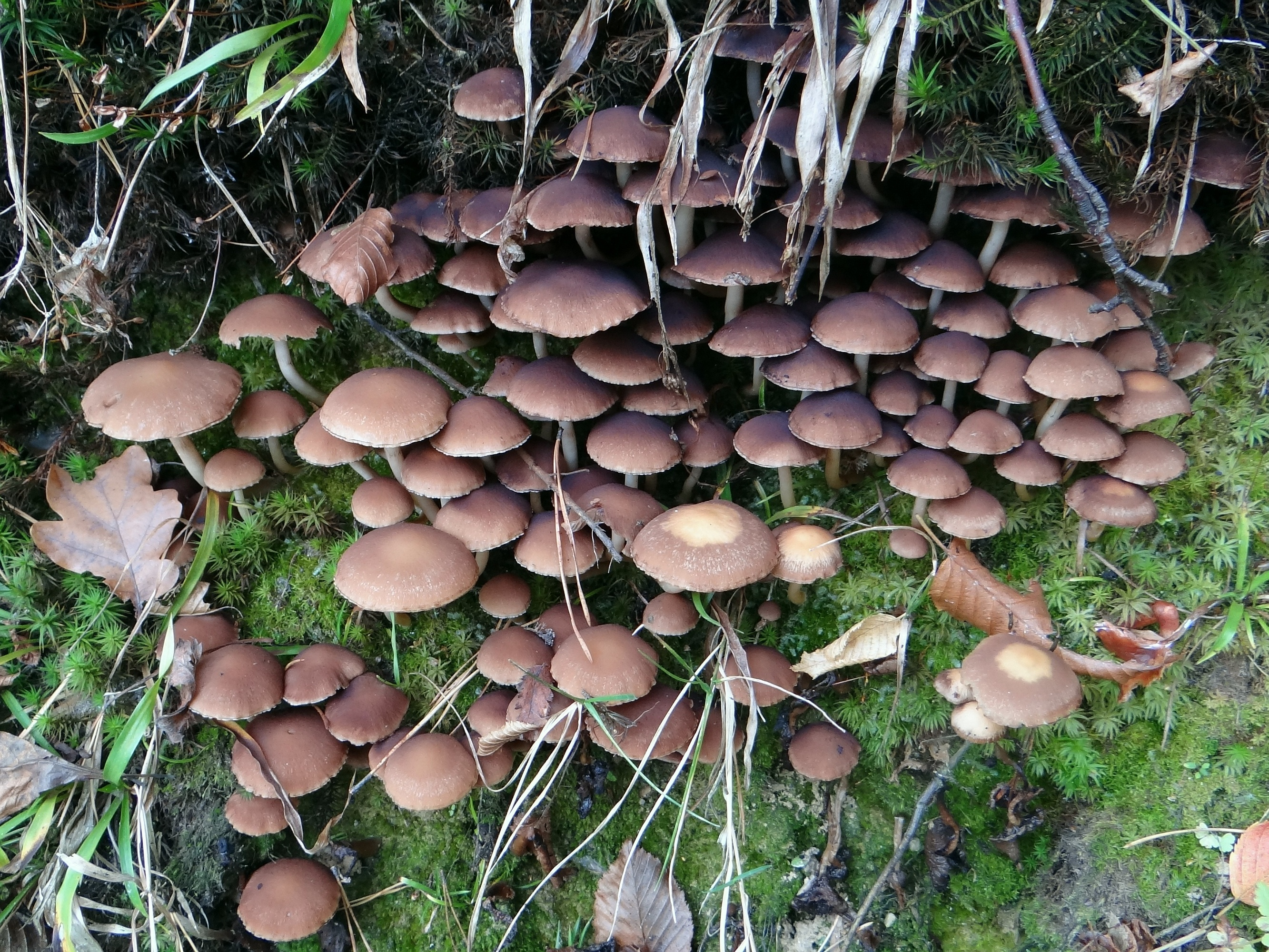
Kruchaweczka namakająca

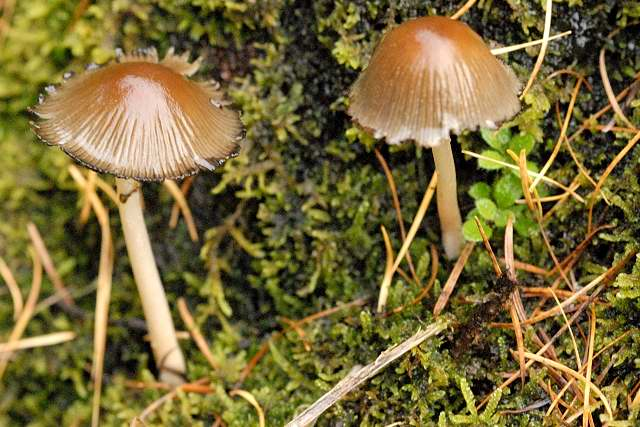
Kruchaweczka wysmukła

Psathyrella (Fr.) Quél. (kruchaweczka) – rodzaj grzybów z rodziny kruchaweczkowatych (Psathyrellaceae).

## Charakterystyka
Grzyby saprotroficzne rosnące na ziemi, drewnie i nawozie. Kapelusze przeważnie łamliwe, suche, przeważnie higrofaniczne, łuskowate, kosmkowate lub nagie, niebruzdowane i nierozpływające się. Trzony nagie do kosmkowatych, czasem korzeniaste. Przeważnie bez pierścienia. Blaszki przyrośnięte, nierozpływające się. Miąższ przeważnie bardzo kruchy. Wysyp zarodników ciemnobrązowy, czarnobrązowy (rzadko czerwonawobrązowy lub czarny). Zarodniki eliptyczne, gładkie, przeważnie z porą rostkową, trama blaszek regularna (strzępki biegną równolegle).

## Systematyka i nazewnictwo
Pozycja w klasyfikacji według Index Fungorum: Psathyrellaceae, Agaricales, Agaricomycetidae, Agaricomycetes, Agaricomycotina, Basidiomycota, Fungi.
Synonimy naukowe: Agaricus subsect. Homophron Britzelm., Agaricus trib. Psathyra Fr., Agaricus trib. Psathyrella Fr., Astylospora Fayod, Drosophila Quél., Gymnochilus Clem., Homophron (Britzelm.) W.B. Cooke, Hypholomopsis Earle, Pannucia P. Karst., Pluteopsis Fayod, Psalliotina Velen., Psammocoparius Delile ex De Seynes, Psathyra (Fr.) P. Kumm., Psilocybe Fayod.
Polską nazwę nadał Stanisław Chełchowski w 1898 r. W polskim piśmiennictwie mykologicznym należące do tego rodzaju gatunki opisywane był też pod nazwami: kołpaczek, łączak, kruszak, łysak, kruchawka, maślanka.
Gatunki występujące w Polsce:
- Psathyrella almerensis Kits van Wav. 1985[5]
- Psathyrella ammophila (Durieu & Lév.) P.D. Orton – kruchaweczka piaskowa
- Psathyrella artemisiae (Pass.) Konrad & Maubl. 1949[5]
- Psathyrella atomatoides (Peck) A.H. Sm. 1972[5]
- Psathyrella berolinensis Ew. Gerhardt 1978[6]
- Psathyrella bifrons Berk. A.H. Sm. – kruchaweczka białoostrzowa
- Psathyrella bipellis (Quél.) A.H. Sm. 1946[5]
- Psathyrella caput-medusae Fr. Konrad & Maubl. – kruchaweczka meduzogłowa
- Psathyrella casca (Fr.) Konrad & Maub – kruchaweczka czerwonawa
- Psathyrella corrugis Pers. Konrad & Maubl. – kruchaweczka wysmukła, kruchaweczka czarnoblaszkowa[7]
- Psathyrella cortinarioides P.D. Orton 1960[5]
- Psathyrella cotonea Quél. Konrad & Maubl. – kruchaweczka brudnobiała
- Psathyrella dicrani (A.E. Jansen) Kits van Wav. 1985[5]
- Psathyrella effibulata Örstadius & E. Ludw. 1997[5]
- Psathyrella fagetophila Örstadius & Enderle 1996[6]
- Psathyrella fatua (Fr.) P. Kumm. – kruchaweczka blada
- Psathyrella fimiseda Örstadius & E. Larss. 2008[5]
- Psathyrella flexispora T.J. Wallace & P.D. Orton 1960[5]
- Psathyrella frustulenta (Fr.) A.H. Sm. – kruchaweczka fasolowatozarodnikowa
- Psathyrella fulvescens (Romagn.) M.M. Moser ex A.H. Sm. – kruchaweczka żółknąca
- Psathyrella fusca (J.E. Lange) A. Pearson – kruchaweczka stożkowata
- Psathyrella gordonii (Berk. & Broome) A. Pearson & Dennis – kruchaweczka białoosłonowa
- Psathyrella gyroflexa (Fr.) Konrad & Maubl. 1949[8]
- Psathyrella hirta Peck – kruchaweczka odchodowa
- Psathyrella hydrophiloides Kits van Wav.[9][5]
- Psathyrella impexa (Romagn.) Bon 1983 – kruchaweczka różowawa
- Psathyrella lutensis (Romagn.) Bon 1983[5]
- Psathyrella maculata (C.S. Parker) A.H. Sm. 1972[5]
- Psathyrella microrhiza (Lasch) Konrad & Maubl. – kruchaweczka krótkokorzeniasta
- Psathyrella minutissima Kits van Wav. 1987[5]
- Psathyrella murcida (Fr.) Kits van Wav. – kruchaweczka ochrowoczarna
- Psathyrella noli-tangere (Fr.) A. Pearson & Dennis – kruchaweczka najdelikatniejsza
- Psathyrella obtusata (Pers.) A.H. Sm. – kruchaweczka białotrzonowa
- Psathyrella ochracea (Romagn.) M.M. Moser ex Kits van Wav. 1976[5]
- Psathyrella olympiana A.H. Sm. – kruchaweczka czerwonobrązowa
- Psathyrella orbicularis (Romagn.) Kits van Wav. 1976[5]
- Psathyrella panaeoloides (Maire) Arnolds – kruchaweczka kołpaczkowata
- Psathyrella pennata Fr. A. Pearson & Dennis – kruchaweczka wypaleniskowa
- Psathyrella pertinax (Fr.) Örstadius – kruchaweczka ziarnista[10]
- Psathyrella piluliformis Bull. P.D. Orton – kruchaweczka namakająca
- Psathyrella potteri A.H. Sm – kruchaweczka ochrowobiała[11]
- Psathyrella praecox A.H. Sm. 1972[5]
- Psathyrella prona Fr. Gillet – kruchaweczka przydrożna, kruchaweczka różowobrzega[12]
- Psathyrella pseudocasca (Romagn.) Kits van Wav. – kruchaweczka pniakowa
- Psathyrella pseudocorrugis (Romagn.) Bon 1983[5]
- Psathyrella pseudogracilis (Romagn.) M.M. Moser – kruchaweczka workowatorozwierkowa
- Psathyrella pygmaea (Bull.) Singer – kruchaweczka najmniejsza
- Psathyrella senex (Peck) A.H. Sm. – kruchaweczka malutka, kruchaweczka szaroczerwonawa[13]
- Psathyrella seymourensis A.H. Sm. 1972[5]
- Psathyrella spadiceogrisea Schaeff. Maire – kruchaweczka wąskoblaszkowa
- Psathyrella sphaerocystis P.D. Orton 1964[5]
- Psathyrella sphagnicola (Maire) J. Favre – kruchaweczka torfowcowa
- Psathyrella spintrigera (Fr.) Konrad & Maubl. – kruchaweczka rdzawobrązowa
- Psathyrella spintrigeroides P.D. Orton 1960[5]
- Psathyrella storea (Fr.) Romagn. ex Bon – kruchaweczka żółtomiąższowa
- Psathyrella squamosa (P. Karst.) A.H. Sm. 1972[5]
- Psathyrella tenuicula (P. Karst.) Örstadius & Huhtinen 1996
- Psathyrella tephrophylla (Romagn.) M.M. Moser – kruchaweczka popielatoblaszkowa
- Psathyrella torpens (Fr.) Konrad & Maubl. – kruchaweczka bladomięsna
- Psathyrella trepida (Fr.) Gillet – kruchaweczka bagienna
- Psathyrella variata A.H. Sm. 1972[5]
- Psathyrella vernalis Velen. – kruchaweczka wiosenna

Nazwy naukowe na podstawie Index Fungorum. Nazwy polskie i wykaz gatunków według Władysława Wojewody i innych. Pominięto gatunki wątpliwe.